# Philoserica vittata
Philoserica vittata är en skalbaggsart som beskrevs av Blanchard 1850. Philoserica vittata ingår i släktet Philoserica och familjen Melolonthidae. Inga underarter finns listade i Catalogue of Life.